# Franco Chioccioli
Franco Chioccioli (Castelfranco di Sopra, 25 agosto 1959) è un ex ciclista su strada e dirigente sportivo italiano.
Professionista dal 1982 al 1994, vinse il Giro d'Italia 1991.

## Carriera

Chioccioli esulta sul traguardo del passo Pordoi nel vittorioso Giro '91

Soprannominato il Coppino per la sua somiglianza con Fausto Coppi, divenne professionista nel 1982, ingaggiato dalla Selle Italia-Chinol; nello stesso anno partecipò al Giro dell'Appennino (arrivando secondo), Giro dell'Etna (terminando ancora nella piazza d'onore) e al Giro d'Italia, classificandosi venticinquesimo.
Nelle stagioni seguenti vestì la divisa di altre squadre del panorama italiano: Vivì-Benotto, Murella-Rossin, Fanini/Maggi Mobili ed Ecoflam/Gis Gelati. Discreto scalatore, bravo anche a cronometro, vinse la Coppa Agostoni e il Giro del Trentino nel 1984, il Giro del Friuli nel 1985, una tappa del Giro della Svizzera nel 1986 e la Coppa Sabatini nel 1991. Movimentata fu la sua storia al Giro d'Italia: nel 1983 non riuscì a far classifica ma vinse ugualmente la maglia bianca, che designa il miglior giovane; nel 1985 arrivò nono in classifica generale e conquistò la tappa sul Gran Sasso; nel 1986 fu sesto e mise le sue ruote davanti a tutti nell'ottava frazione di quel Giro, ad Avezzano.
Nel 1988 passò all'affermata formazione toscana Del Tongo. In stagione fu quinto al Giro d'Italia, vincendo la sesta tappa a Campitello Matese e indossando qualche giorno dopo, anche se solo per due frazioni, la maglia rosa di leader della generale. In quel Giro perse il simbolo del primato il 5 giugno 1988, nella tappa da Chiesa in Valmalenco a Bormio e che prevedeva il transito su un passo di Gavia contornato dalla neve. Quel giorno la maglia ciclamino Johan van der Velde partì subito all'attacco ma lungo la discesa dovette fermarsi per principio di congelamento; Chioccioli, tra le tante vittime del freddo, perse 5'04" dal vincitore di giornata Erik Breukink, lasciando la maglia rosa allo statunitense Andrew Hampsten, giunto secondo al traguardo a soli 7" da Breukink e poi vincitore finale della corsa.
Nel 1989 Chioccioli bissò il quinto posto dell'anno prima e nel 1990 retrocesse in sesta posizione. Nel 1991 ripartì, a quasi 32 anni, per il suo decimo Giro d'Italia, che riuscì finalmente a conquistare nonostante i pronostici della vigilia fossero tutti per Gianni Bugno e Claudio Chiappucci. In quella "Corsa rosa" Chioccioli vestì la maglia rosa già al secondo giorno (per tenerla ininterrottamente, eccetto una tappa, fino al traguardo finale di Milano); nell'ultima settimana di corsa vinse anche tre tappe, ad Aprica e sul passo Pordoi grazie ad attacchi solitari da lontano, e nella cronometro di Casteggio davanti a Bugno. Nello stesso anno prese parte ai campionati nazionali, in cui arrivò secondo dietro allo stesso Bugno.
Nel 1992, con la maglia della nuova GB-MG Maglificio (erede della Del Tongo), arrivò terzo al Giro d'Italia dietro a Miguel Indurain e Claudio Chiappucci, ma riuscì a conquistare un'altra vittoria parziale, sul traguardo di Verbania. Sempre nel 1992 prese parte per la prima volta al Tour de France, in cui più che la classifica cercò la vittoria di tappa, ottenuta a Saint-Étienne: terminò al sedicesimo posto in generale e sul gradino più basso del podio per ciò che concerne la classifica degli scalatori. Concluse la carriera alla fine del 1994 con i colori della Mercatone Uno, portando a termine in maniera incolore Giro e Tour. In totale Chioccioli vinse 28 corse (escluse le due cronometro a squadre) e partecipò a tredici Giri d'Italia, conclusi tutti senza mai ritirarsi. Corse infine per quattro volte i mondiali su strada.
Dopo il ritiro è diventato direttore sportivo e team manager, prima per alcune formazioni professionistiche e poi per la squadra ciclistica dilettantistica Futura Team. Nel privato gestisce con la famiglia un agriturismo a Pian di Scò.

## Palmarès
- 1977 (dilettanti)

Coppa Pietro Linari
- 1981 (dilettanti)

Giro del Valdarno
Piccolo Giro dell'Emilia
- 1983 (Vivi-Benotto, una vittoria)

1ª tappa Giro del Trentino (Folgaria > Riva del Garda)
- 1984 (Murella-Rossin, tre vittorie)

Coppa Agostoni
2ª tappa Giro del Trentino (Fiera di Primiero > Tione di Trento)
Classifica generale Giro del Trentino
- 1985 (Fanini-Würher, due vittorie)

14ª tappa Giro d'Italia (Frosinone > Gran Sasso)
Giro del Friuli
- 1986 (Ecoflam, due vittorie)

8ª tappa Giro d'Italia (Cellole > Avezzano)
6ª tappa Tour de Suisse (Innertkirchen > Visp)
- 1987 (Gis Gelati, due vittorie)

4ª tappa Giro di Puglia (Ostuni > Martina Franca)
2ª prova Trofeo dello Scalatore
- 1988 (Del Tongo, due vittorie)

4ª tappa Giro di Puglia (Martina Franca > Ostuni)
6ª tappa Giro d'Italia (Santa Maria Capua Vetere > Campitello Matese)
- 1990 (Del Tongo, due vittorie)

4ª tappa Giro del Trentino (Vermiglio > Trento)
Cronoscalata della Futa-Memorial Gastone Nencini
- 1991 (Del Tongo, cinque vittorie)

Coppa Sabatini
15ª tappa Giro d'Italia (Morbegno > Aprica)
17ª tappa Giro d'Italia (Selva di Val Gardena > Passo Pordoi)
20ª tappa Giro d'Italia (Broni > Casteggio)
Classifica generale Giro d'Italia
- 1992 (GB, sei vittorie)

1ª tappa Giro del Trentino (Arco di Trento > Trento)
19ª tappa Giro d'Italia (Saint-Vincent > Verbania)
5ª tappa Euskal Bizikleta (Yurreta > Alto de Arrate)
Classifica generale Euskal Bizikleta
15ª tappa Tour de France (Bourg-d'Oisans > Saint-Étienne)
Gran Premio Cepagatti
- 1993 (GB, una vittoria)

5ª tappa Euskal Bizikleta (Yurreta > Alto de Arrate)

### Altri successi
- 1983 (Vivi-Benotto)

Classifica giovani Giro d'Italia
- 1988 (Del Tongo)

4ª tappa, 2ª semitappa Giro d'Italia (Rodi Garganico > Vieste, cronosquadre)
- 1991 (Del Tongo)

Trofeo Bonacossa Giro d'Italia

## Piazzamenti

### Grandi Giri
- Giro d'Italia

1982: 25º
1983: 15º
1984: 24º
1985: 9º
1986: 6º
1987: 14º
1988: 5º
1989: 5º
1990: 6º
1991: vincitore
1992: 3º
1993: 19º
1994: 46º
- Tour de France

1992: 16º
1994: 42º

### Classiche monumento
- Milano-Sanremo

1983: 7º
1985: 61º
1986: 93º
1987: 8º
1991: 51º
1992: 138º
1994: 110º
- Liegi-Bastogne-Liegi

1985: 72º
1989: 14º
1991: 60º
- Giro di Lombardia

1986: ritirato
1991: 59º

### Competizioni mondiali
- Campionati del mondo su strada

Barcellona 1984 - In linea: ritirato
Chambéry 1989 - In linea: ritirato
Stoccarda 1991 - In linea: 49º
Benidorm 1992 - In linea: 69º